# Phalacrus fimetarius
Phalacrus fimetarius är en skalbaggsart som först beskrevs av Fabricius 1775.  Phalacrus fimetarius ingår i släktet Phalacrus, och familjen sotsvampbaggar. Arten är reproducerande i Sverige.

## Bildgalleri

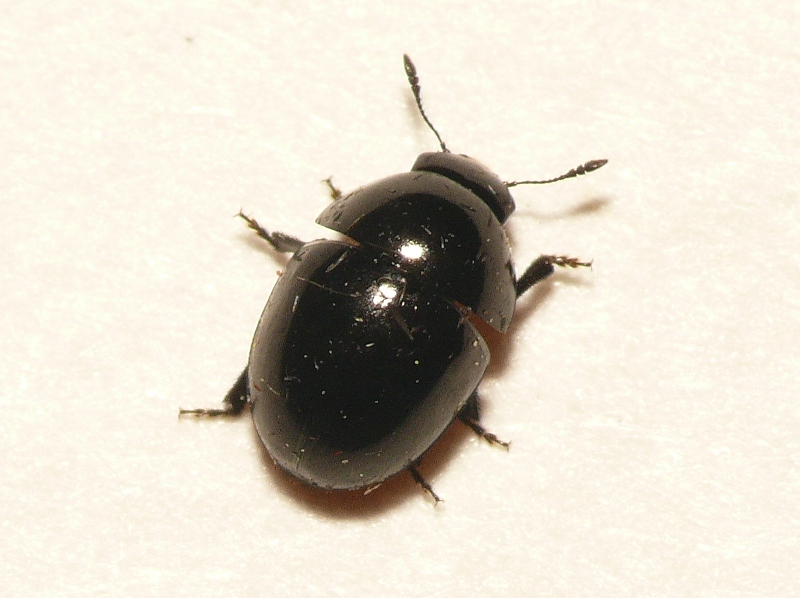